# Birkweiler

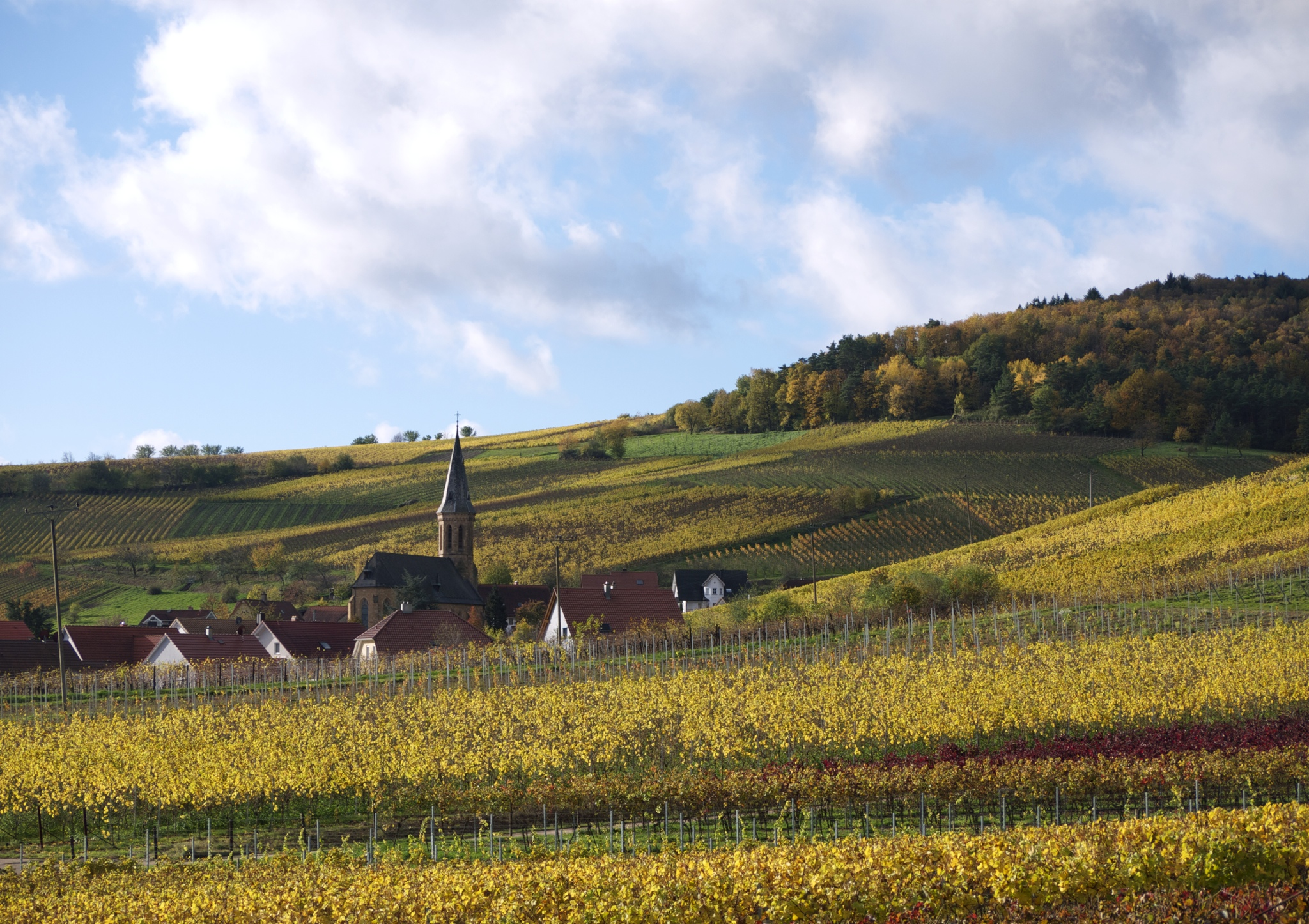
Birkweiler im Herbst. Im Zentrum des Bildes ist die katholische Kirche St. Bartholomäus zu sehen.

Birkweiler ist eine Ortsgemeinde im Landkreis Südliche Weinstraße in Rheinland-Pfalz. Sie gehört der Verbandsgemeinde Landau-Land an, die ihren Verwaltungssitz in der Stadt Landau in der Pfalz hat.

## Geographie

### Lage
Die Gemeinde ist ein typischer Weinort im Siebeldinger Tal. Zur Gemeinde gehören die Wohnplätze Am Kolgenbach, Am Wald, Herrenbergerhof und Mandelbergerhof sowie eine Exklave im Pfälzerwald. Nachbargemeinden sind – im Uhrzeigersinn – Albersweiler, Siebeldingen, Landau in der Pfalz, Ranschbach und Annweiler am Trifels.

### Erhebungen und Gewässer
Birkweiler liegt am Fuße des 551,9 Meter messenden Hohenbergs. Im Norden reicht die Gemarkung bis an die Queich heran. Die Waldexklave wird im Nordosten durch den Dürrentalbach begrenzt.

## Geschichte
Der Ort wurde erstmals 1285 urkundlich erwähnt. Zunächst gehörte Birkweiler zu den sieben reichsfreien Dörfern des Siebeldinger Tales. Nach 1400 kam das Gebiet unter kurpfälzische Herrschaft. Dort verblieb die Gemeinde bis Ende des 18. Jahrhunderts.
Von 1798 bis 1814, als die Pfalz ein Teil der Französischen Republik (bis 1804) und anschließend ein Teil des Napoleonischen Kaiserreichs war, war Birkweiler in den Kanton Annweiler eingegliedert und unterstand der Mairie Siebeldingen. 1815 hatte die Gemeinde insgesamt 464 Einwohner. Im selben Jahr wurde der Ort Österreich zugeschlagen. Ein Jahr später wechselte der Ort wie die gesamte Pfalz in das Königreich Bayern. 1817 wechselte die Gemeinde in den Kanton Landau. Von 1818 bis 1862 gehörte Birkweiler dem Landkommissariat Landau an; aus diesem ging anschließend das Bezirksamt Landau hervor.
1938 wurde der Ort in den Landkreis Landau eingegliedert. Nach dem Zweiten Weltkrieg wurde Birkweiler innerhalb der französischen Besatzungszone ein Teil des damals neu gebildeten Landes Rheinland-Pfalz. Im Zuge der ersten rheinland-pfälzischen Verwaltungsreform wechselte der Ort am 7. Juni 1969 in den neu geschaffenen Landkreis Landau-Bad Bergzabern, der 1978 in Landkreis Südliche Weinstraße umbenannt wurde. 1972 wurde Birkweiler der ebenfalls neu gebildeten Verbandsgemeinde Landau-Land zugeordnet.

## Politik

### Gemeinderat
Der Gemeinderat in Birkweiler besteht aus zwölf Ratsmitgliedern, die bei der Kommunalwahl am 9. Juni 2024 in einer Mehrheitswahl gewählt wurden, und der ehrenamtlichen Ortsbürgermeisterin als Vorsitzender. Bis zur Wahl 2019 fand eine personalisierte Verhältniswahl statt, da mindestens zwei Wahlvorschlagslisten eingereicht wurden.
Die Sitzverteilung im Gemeinderat:
| Wahl | SPD               | CDU               | FWB               | Gesamt   |
| ---- | ----------------- | ----------------- | ----------------- | -------- |
| 2024 | per Mehrheitswahl | per Mehrheitswahl | per Mehrheitswahl | 12 Sitze |
| 2019 | –                 | 8                 | 4                 | 12 Sitze |
| 2014 | 2                 | 7                 | 3                 | 12 Sitze |
| 2009 | 3                 | 9                 | –                 | 12 Sitze |
| 2004 | 3                 | 9                 | –                 | 12 Sitze |

- FWB = Freie Wähler Birkweiler

### Bürgermeister
Ilse Berner (parteilos) wurde am 4. September 2024 Ortsbürgermeisterin von Birkweiler. Bei der Direktwahl am 9. Juni 2024 war sie ohne Gegenkandidat mit 75,7 % der Stimmen gewählt worden.
Berners Vorgänger Bernd Flaxmeyer (CDU) hatte das Amt 1994 übernommen und kandidierte nach 30 Jahren bei der Wahl 2024 nicht erneut als Ortsbürgermeister.

### Wappen
| Wappen von Birkweiler | Blasonierung: „In Gold ein doppelköpfiger rotbewehrter und -bezungter schwarzer Adler, je einen grünen Birkenzweig in den Fängen haltend.“                                              |
| Wappen von Birkweiler | Wappenbegründung: Die Gemeinde siegelte ab 1779 mit dem doppelköpfigen Reichsadler. Zur Unterscheidung wurde dieses später durch Birkenzweige ergänzt. Das Wappen wurde 1985 genehmigt. |

## Kultur

### Bauwerke

#### Kulturdenkmäler

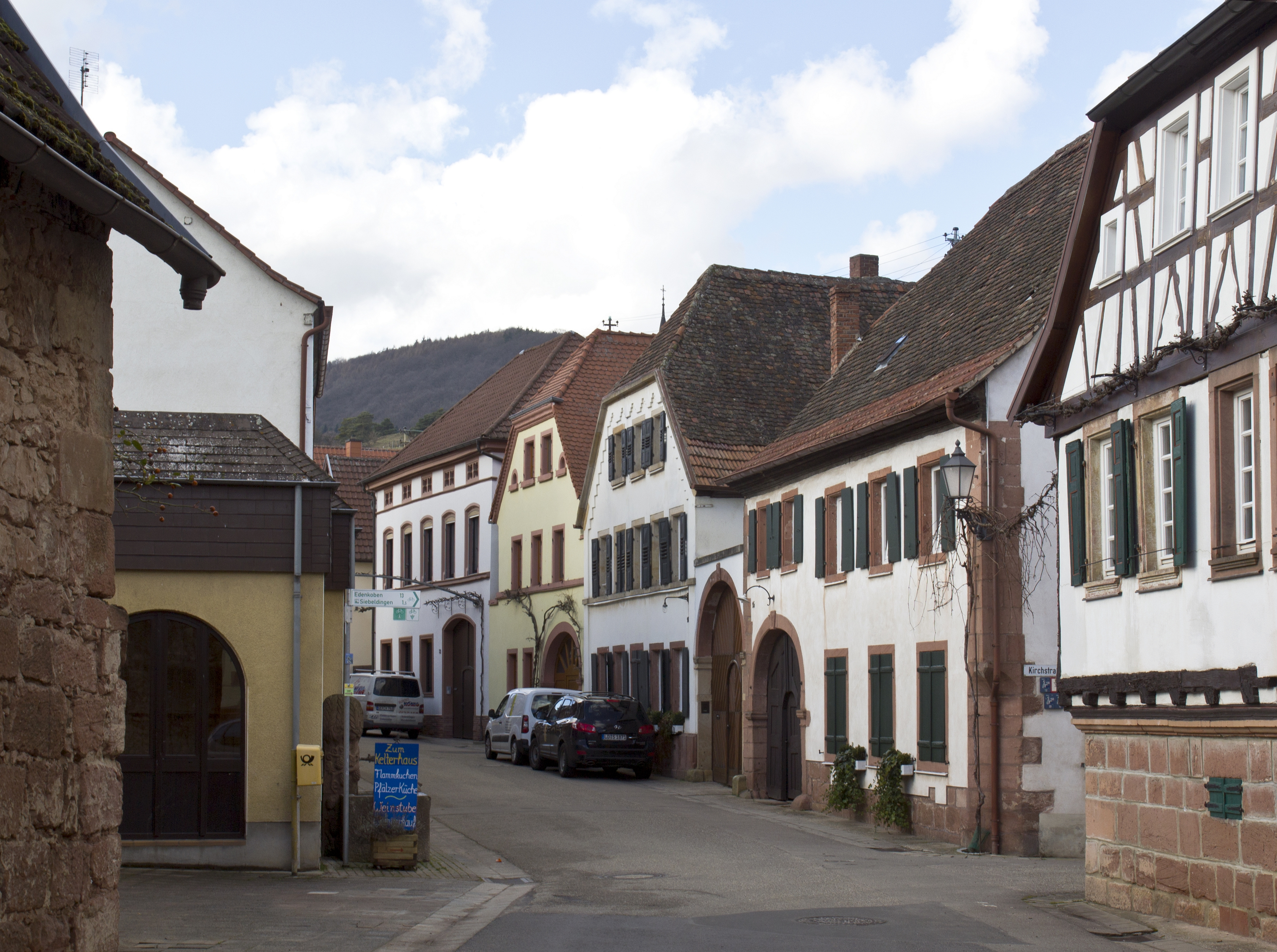
Blick in die Hauptstraße als Teil der Denkmalzone Ortskern

Der Ortskern und der Albersweilerer Kanal sind jeweils als Denkmalzonen ausgewiesen. Der Kanal erstreckt sich über mehrere Orte.
Hinzu kommen etwa zwei Dutzend Einzelobjekte, die unter Denkmalschutz stehen, darunter die katholische Bartholomäuskirche, die aus ockerfarbigem Sandstein errichtet wurde und eine protestantische Kirche aus rotem Sandstein. Beide Kirchen sind neugotische Saalbauten.

#### Sonstige Bauwerke
Auf dem Hohenberg befindet sich ein Aussichtsturm.

### Natur
Einziges Naturdenkmal vor Ort ist das Bauensemble Zwei Linden in der Kirchstraße. Das Naturschutzgebiet Haardtrand – Auf dem Kirchberg erstreckt sich teilweise über die Gemarkung von Birkweiler.

## Wirtschaft und Infrastruktur

### Wirtschaft

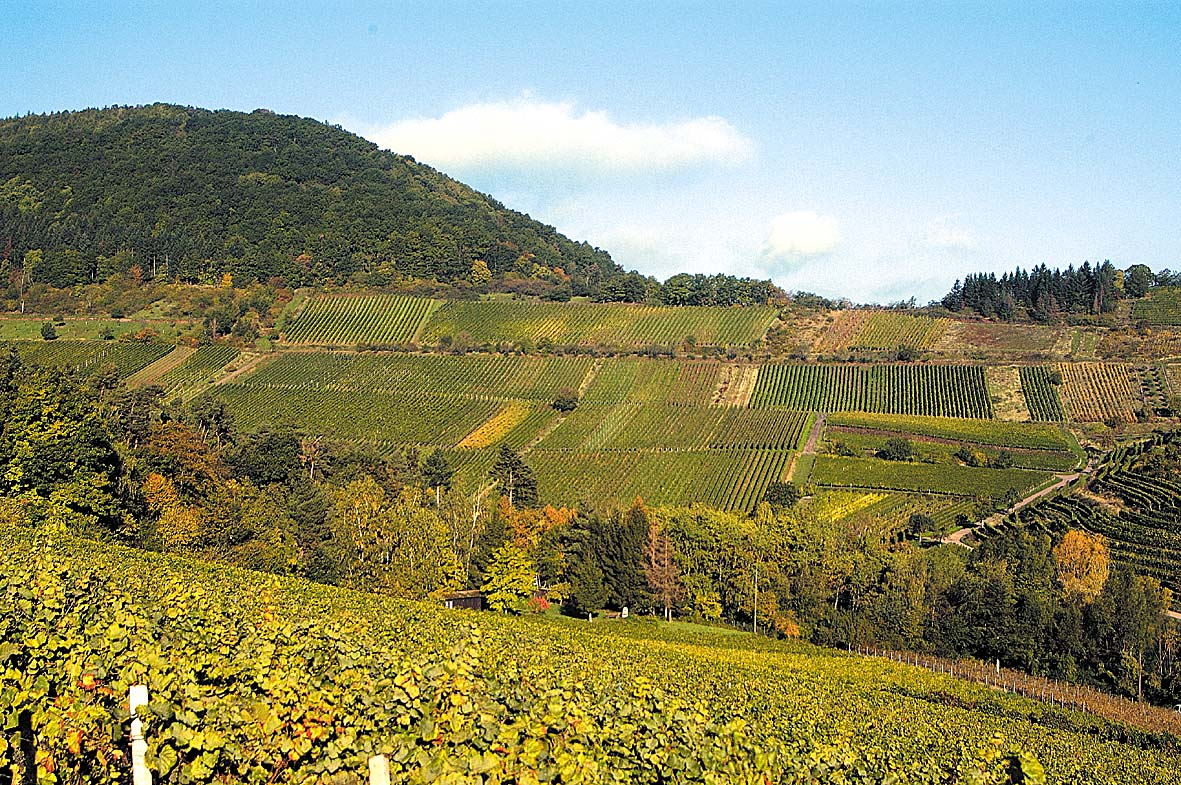
Weinlage Keschdebusch

Birkweiler lebt überwiegend vom Weinbau, aber auch vom Tourismus und von der Gastronomie. Eine bekannte Weinlage Birkweilers ist der Birkweiler Kastanienbusch (100,81 ha), in dem jedes Frühjahr der Birkweiler Weinfrühling stattfindet. Weitere Einzellagen sind der Mandelberg (36,41 ha) und der Rosenberg (41,55 ha). Alle Lagen gehören zur Großlage Königsgarten. Im Ort befinden sich einige Weingüter, darunter das Weingut Dr. Wehrheim, das lange vom Ehrenbürger Heinz Wehrheim geleitet wurde.

### Verkehr
Die Bahnstrecke Landau–Rohrbach schließt Birkweiler an das Schienennetz an. Es besteht eine direkte Verkehrsanbindung an die B 10. Die Großstädte Mannheim oder Karlsruhe können beispielsweise in etwa 40 Minuten erreicht werden. Die Buslinie 520 des Verkehrsverbundes Rhein-Neckar führt durch die Gemeinde, die sie mit Landau und Ranschbach verbindet.

### Öffentliche Gebäude
In Birkweiler gibt es einen kommunalen Kindergarten, den Kindergarten Regenbogen. Die meisten Kinder besuchen nach die Grundschule im benachbarten Siebeldingen, da es in Birkweiler keine Schule mehr gibt.

### Tourismus
Birkweiler liegt an der Deutschen Weinstraße. Der Pfälzer Mandelpfad und der Radweg Deutsche Weinstraße führen durch die Gemeinde.

## Persönlichkeiten

### Ehrenbürger
- Heinz Wehrheim (1923–2016), Agrarwissenschaftler und Weinbauexperte sowie 25 Jahre Bürgermeister der Gemeinde[16]
- 2025, 16. Februar: Bernd Flaxmayer (* 1953), Kommunalpolitiker und 30 Jahre Bürgermeister der Gemeinde

### Personen, die vor Ort gewirkt haben
- Thomas Hirsch (* 1967), Politiker (CDU) und Oberbürgermeister von Landau, lebt vor Ort
- Theo Kautzmann (* 1948), Politiker (CDU), von 1971 bis 1974 Vorsitzender des Birkweiler Ortsvereins seiner Partei